# Panicum boscii
Panicum boscii là một loài thực vật có hoa trong họ Hòa thảo. Loài này được Poir. mô tả khoa học đầu tiên năm 1816.